# Écozone antarctique

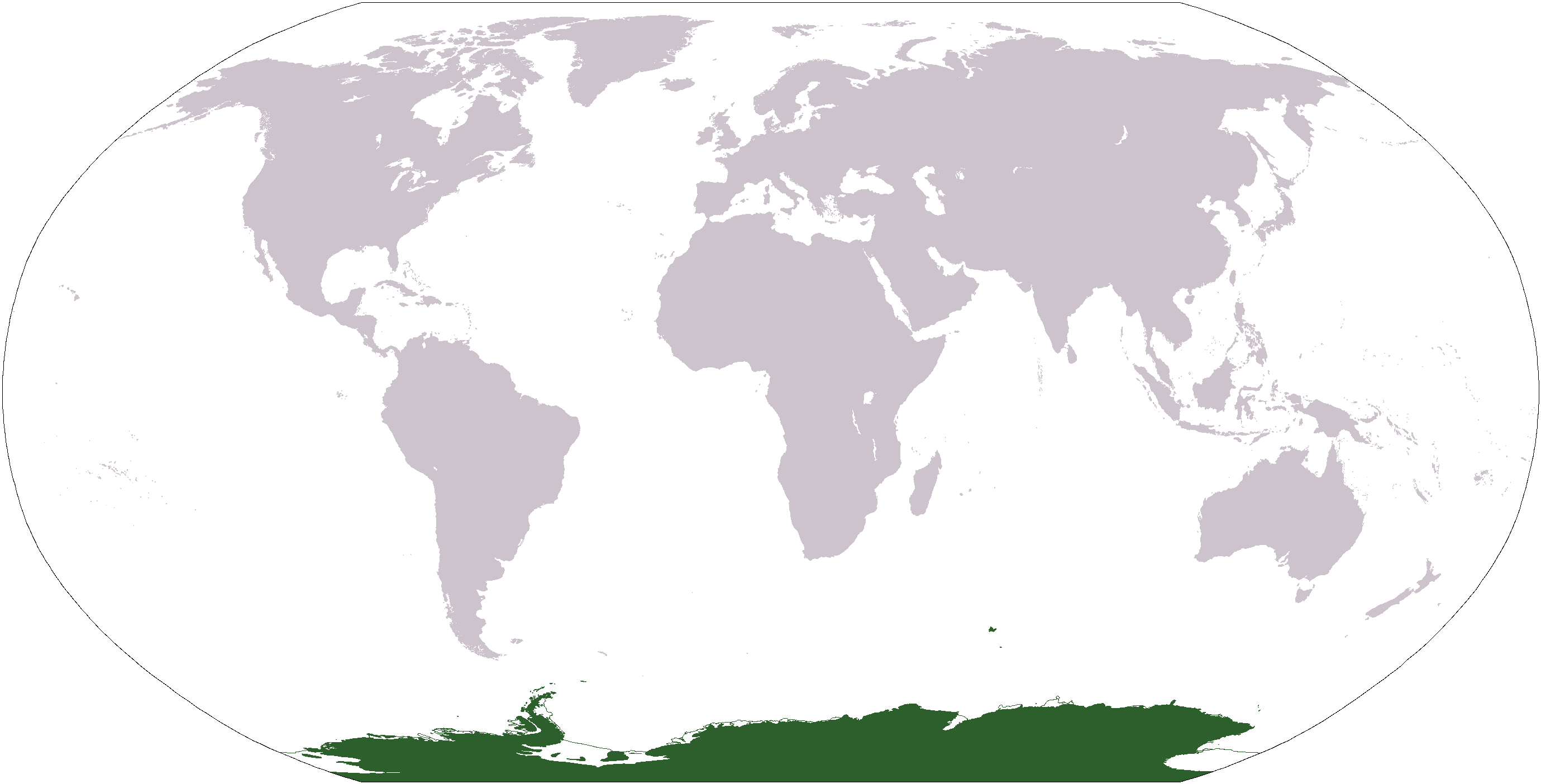
Carte de l'écozone Antarctique

Pour les articles homonymes, voir Antarctique (homonymie).
L'écozone antarctique est une des huit écozones terrestres. L'écozone inclut le continent antarctique, les parties émergées du plateau des Kerguelen ainsi divers autres îles et groupes d'îles dans l'océan Atlantique et l'océan Indien. Le continent de l'Antarctique est si froid et désertique que le continent n'a pas supporté de plante vasculaire depuis des millions d'années, à présent sa flore se compose de près de 250 lichens, 100 mousses, 25-30 hépatiques, et environ 700 espèces terrestres et aquatiques ainsi que des algues, qui vivent et survivent dans des zones rocheuses délivrés des glaces.

## Écorégions terrestres de l'Antarctique
Écorégions de type : toundra :
- Toundra antarctique de Marielandia
- Toundra antarctique de Maudlandia
- Toundra des îles de la mer de Scotia
- Toundra des îles du sud de l'océan Indien (en)